# ほほほの穂
ほほほの穂（ほほほのほ）は、石川県農業総合試験場が育成した米（水稲）の品種名。開発時の名称は石川26号だった。
加賀ひかりに代わる早生品種として、石川県農業総合試験場にて石川8号（能登ひかり）とあきたこまちを交配させ、1991年に完成した品種。1992年11月には石川県で奨励品種に指定されると共に愛称を公募、5万4000通の応募の中から、翌1993年に「ほほほの穂」と命名された。
2003年には石川県内での作付け面積第2位の銘柄となっている（ただし、1位のコシヒカリと比較すると10分の1以下の作付け面積であり、日本全国の品種別作付け面積では59位）。

## 事件・事故
- 2012年に、殺鼠剤などに使われるワルファリンが混入したほほほの穂の精米がJA石川で販売された[7]。